# Französische Badmintonmeisterschaft 2018
Die Französische Meisterschaft 2018 im Badminton fand vom 1. bis zum 4. Februar 2018 in Voiron statt. Es war die 69. Austragung der nationalen Titelkämpfe im Badminton in Frankreich.

## Medaillengewinner
| Disziplin    | Gold                         | Silber                            | Bronze                              |
| ------------ | ---------------------------- | --------------------------------- | ----------------------------------- |
| Herreneinzel | Lucas Claerbout              | Toma Junior Popov                 | Lucas Corvée                        |
| Herreneinzel | Lucas Claerbout              | Toma Junior Popov                 | Alexandre Françoise                 |
| Dameneinzel  | Léonice Huet                 | Katia Normand                     | Margot Lambert                      |
| Dameneinzel  | Léonice Huet                 | Katia Normand                     | Elsa Danckers                       |
| Herrendoppel | Bastian Kersaudy Julien Maio | Thom Gicquel Léo Rossi            | Mathieu Gangloff Tom Rodrigues      |
| Herrendoppel | Bastian Kersaudy Julien Maio | Thom Gicquel Léo Rossi            | Toma Junior Popov Erwin Kehlhoffner |
| Damendoppel  | Vimala Hériau Léonice Huet   | Verlaine Faulmann Margot Lambert  | Ophélia Casier Mathilde Ligneau     |
| Damendoppel  | Vimala Hériau Léonice Huet   | Verlaine Faulmann Margot Lambert  | Manon Krieger Andréa Vanderstukken  |
| Mixed        | Thom Gicquel Delphine Delrue | Gaëtan Mittelheisser Émilie Lefel | Julien Maio Anne Tran               |
| Mixed        | Thom Gicquel Delphine Delrue | Gaëtan Mittelheisser Émilie Lefel | William Goudallier Laurie Benredjem |